# Tillandsia 'Lilac Spire'
La Tillandsia 'Lilac Spire' es un  cultivar híbrido del género Tillandsia perteneciente a la familia  Bromeliaceae.
Es un híbrido creado con las especies Tillandsia stricta × Tillandsia duratii.